# Błędów (gmina)
Błędów – gmina wiejska w województwie mazowieckim, w powiecie grójeckim.
W latach 1975–1998 gmina położona była w województwie radomskim. W gminie Błędów mieszkał malarz prof. Wojciech Fangor.
Siedziba gminy to Błędów.
Według danych z 1 czerwca 2010 gminę zamieszkiwało 7768 osób. Natomiast według danych z 31 grudnia 2019 roku gminę zamieszkiwało 7415 osób.

## Struktura powierzchni
Według danych z roku 2002 gmina Błędów ma obszar 134,23 km², w tym:
- użytki rolne: 90%
- użytki leśne: 5%

Gmina stanowi 9,78% powierzchni powiatu.

## Demografia

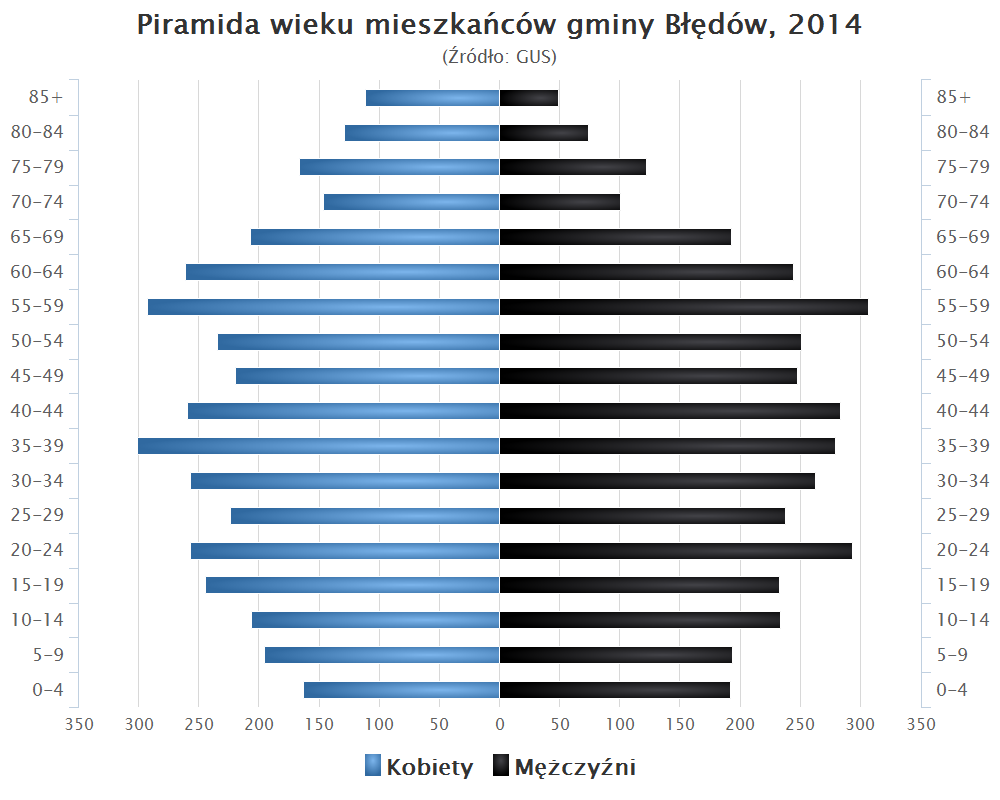
Piramida wieku mieszkańców gminy Błędów w 2014 roku

Dane z 1 czerwca 2010:
| Opis                              | Ogółem | Ogółem | Kobiety | Kobiety | Mężczyźni | Mężczyźni |
| --------------------------------- | ------ | ------ | ------- | ------- | --------- | --------- |
| Jednostka                         | osób   | %      | osób    | %       | osób      | %         |
| Populacja                         | 7768   | 100    | 3909    | 50,3    | 3859      | 49,7      |
| Gęstość zaludnienia [mieszk./km²] | 58,9   | 58,9   | 28,9    | 28,9    | 28,5      | 28,5      |

## Sołectwa
Annopol, Bielany, Błędów, Błogosław, Bolesławiec Leśny, Borzęcin, Bronisławów, Cesinów-Las, Czesławin, Dańków, Dąbrówka Nowa, Dąbrówka Stara, Fabianów, Głudna, Golianki, Goliany, Gołosze, Huta Błędowska, Ignaców, Jadwigów, Jakubów, Janki, Julianów, Kacperówka, Katarzynów, Kazimierki, Lipie, Łaszczyn, Machnatka, Machnatka-Parcela, Oleśnik, Nowy Błędów, Pelinów, Roztworów, Sadurki, Śmiechówek, Trzylatków Duży, Trzylatków Mały, Trzylatków-Parcela, Tomczyce, Wilcze Średnie, Wilhelmów, Wilkonice, Wilków Drugi, Wilków Pierwszy, Wólka Dańkowska, Wólka Gołoska, Wólka Kurdybanowska, Zalesie, Załuski, Ziemięcin, Zofiówka.
Miejscowości niesołeckie: Potencjanów, Sakówka.

## Sąsiednie gminy
Belsk Duży, Biała Rawska, Mogielnica, Mszczonów, Pniewy, Sadkowice